# 우주선장 율리시스
《우주선장 율리시스》(宇宙伝説ユリシーズ31, 우주전설 율리시스31, Ulysse 31)는 일본에서 제작된 테라다 카즈오 감독의 1981년 애니메이션, 모험 영화이다. 장 토파르 등이 주연으로 출연하였고 진 찰로핀 등이 제작에 참여하였다.

## 출연

### 주연
- 장 토파르